# 張成勳
張成勳（1852年—？），陝西興安府漢陰廳人，清朝官员、進士出身。
同治十二年，鄉試中舉；光緒三年，登進士，改刑部學習主事:504。光緒六年，任會試彌封官:504。光緒八年，任刑部候補主事:504。光緒九年，任刑部秋審處總辦:467。光緒十二年，任刑部秋審處坐辦:467。光緒十五年，任刑部福建司主事:504、刑部湖廣司員外郎:504。光緒十六年，任刑部山東司郎中:504。光緒十七年，任刑部直隸司郎中:504。光緒十八年，任四川川北道:504。光緒二十七年，任安徽鳳穎六泗道、鳳陽關稅務監督。光緒三十三年，任大理院總檢察廳廳丞。